# Joe Diorio
Joe Diorio (6. srpna 1936 – 2. února 2022) byl americký jazzový kytarista. Během své kariéry spolupracoval s mnoha hudebníky, mezi něž patří například Sonny Stitt, Eddie Harris, Robben Ford, Horace Silver a Ira Sullivan. Také vydal několik vlastních alb; první z nich, které dostalo název Solo Guitar, vyšlo v roce 1975. Rovněž se věnoval pedagogické činnosti, například na Univerzitě Jižní Kalifornie. Je také autorem několika instruktážních knih pro hru na kytaru.